# کراشوو پودبورنه
کراشوو پودبورنه (به لهستانی:  Kraszewo Podborne) یک روستا در لهستان است که در گمینا راچیانژ واقع شده‌است.
 کراشوو پودبورنه  ۱۷۰ نفر جمعیت دارد.